# Mary Is Coming
Mary Is Coming è il primo album in studio dei Savoy. Al termine della traccia 11 (Mary Is Coming), dopo 3 minuti è ascoltabile il brano nascosto Fade.

## Formazione
- Paul Waaktaar-Savoy: chitarra, tastiera, voce, batterista
- Lauren Waaktaar-Savoy: voce
- Frode Unneland: batterista

## Tracce
1. Daylight's Wasting – 2:57
2. Tears from A Stone – 4:36
3. Velvet – 4:35
4. Foolish – 4:35
5. Half An Hour's Worth – 3:13
6. Underground – 3:50
7. Get Up Now – 5:17
8. Still I'm on Your Side – 4:05
9. We Will Never Forget – 3:11
10. Raise Your Sleepy Head – 3:27
11. Mary Is Coming – 4:42